# Sporetus
Sporetus (лат.) — род усачей трибы Acanthocinini из подсемейства ламиин.

## Описание
Коренастые жуки с булавовидными бёдрам. От близких групп отличается следующими признаками: усики у самцов намного длиннее тела; переднегрудь без боковых бугорков или с бугорками, сведенными к тупому бугорку, стороны субпараллельны; переднеспинка без бугорков; надкрылья без центробазального гребня или продольного валика; ширина мезовентрального отростка составляет три четверти мезококс.

## Классификация и распространение
Включает 14 видов. Встречаются, в том числе, в Северной и Южной Америке.
- Sporetus abstrusus Melzer, 1935
- Sporetus bellus Monné, 1976
- Sporetus colobotheides (White, 1855)
- Sporetus decipiens Bates, 1866
- Sporetus distinctus Monné, 1976
- Sporetus fasciatus Martins & Monné, 1974
- Sporetus guttulus (Bates, 1864)
- Sporetus inexpectatus Monné, 1998
- Sporetus porcinus Bates, 1864
- Sporetus probatioides Bates, 1864
- Sporetus seminalis Bates, 1864
- Sporetus variolosus Monné, 1998
- Sporetus venustus Monné, 1998